# الطاقة في قطر

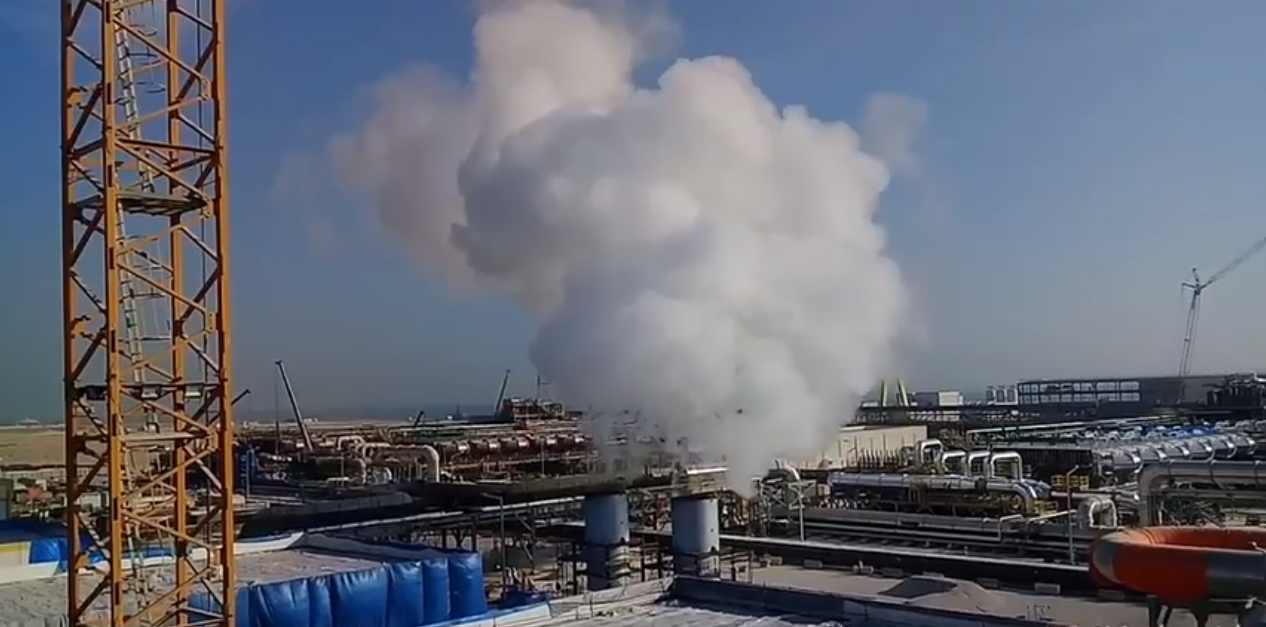
مشروع أم الحول للطاقة في الوكرة، قطر.

قطر عضو في منظمة الدول المصدرة للنفط (أوبك)، وتُعدّ من أهم البلدان المصدرة للغاز الطبيعي في العالم حيث بدأ إنتاجها بالتزايد منذ عام 2005.

## الغاز الطبيعي
كانت قطر سابع مصدر للغاز الطبيعي في العالم في عام 2009 (2.9% من اجمالي الإنتاج العالمي) تليها الجزائر (2.6%)، هولندا وإندونسيا (2.5%). وفي عام 2009 صدرت قطر 75% من انتاجها من الغاز الطبيعي (67/89 برميل3).
وفي 24 يوليو 2011 وقعت قطر اتفاقية لإمداد ماليزيا  بنحو 1.5 مليون طن من الغاز المسال سنويا لمدة 20 عاما على الأقل اعتبارا من 2013.

## نظرة عامة
| الطاقة في قطر     | الطاقة في قطر | الطاقة في قطر         | الطاقة في قطر | الطاقة في قطر | الطاقة في قطر   | الطاقة في قطر |
|                   | للفرد         | مثادر الطاقة الرئيسية | الإنتاج       | التصدير       | الطاقة الكهربية | انبعاثات CO2  |
|                   | مليون         | TWh                   | TWh           | TWh           | TWh             | Mt            |
| ----------------- | ------------- | --------------------- | ------------- | ------------- | --------------- | ------------- |
| 2004              | 0.78          | 210                   | 883           | 667           | 12.3            | 38.6          |
| 2007              | 0.84          | 258                   | 1,198         | 930           | 14.7            | 48.5          |
| 2008              | 1.28          | 281                   | 1,452         | 1,161         | 20.1            | 53.9          |
| Change 2004-2008  | 64.1 %        | 33.6 %                | 64.4 %        | 73.9 %        | 63.1 %          | 39.8 %        |
| Mtoe = 11.63 TWh. |               |                       |               |               |                 |               |